# Åke Lemchen

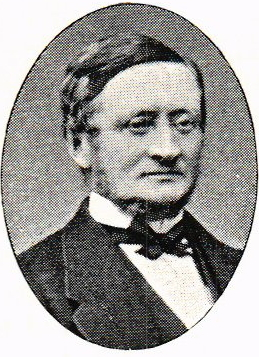
Porträttbild av Lemchen

Johan Åke Lemchen, född den 16 juni 1808 i Jönköping, död där den 14 september 1896, var en svensk jurist och politiker. Han var bror till Johan Magnus och Jonas Peter Wilhelm Lemchen.
Lemchen blev student vid Lunds universitet 1826 och avlade examen till rättegångsverken 1830. Han blev auskultant i Göta hovrätt sistnämnda år, extra ordinarie kanslist 1832, extra ordinarie notarie vid Kriminalexpeditionen 1834, vice häradshövding samma år, tilldelades häradshövdings namn, heder och värdighet 1836, blev assessor 1842, hovrättsråd 1857, justitieombudsmannens suppleant 1858 och tillförordnad president i Göta hovrätt 1869. Lemchen var president i nämnda hovrätt 1874–1878. Han promoverades till juris hedersdoktor vid Uppsala universitet under jubelfesten 1877. Lemchen var riksdagsman för borgarståndet i Jönköping vid ståndsriksdagarna 1862–1863 och 1865–1866. Efter representationsreformen invaldes han i Jönköpings stads valkrets till riksdagsman i andra kammaren under mandatperioden 1867–1869. Lemchen var ledamot i Lagutskottet 1862–1863, 1865–1866, 1867 och 1868 samt suppleant i Konstitutionsutskottet 1862–1863 och 1865–1866. Han var kommunalordförande och ordförande i Jönköpings läns landsting. Lemchen blev ledamot (och senare ordförande) i styrelsen för Städernas bolag till försäkring af lösegendom i Jönköping 1850 och var i flera år ordförande i centralstyrelsen för Smålands enskilda bank. Han blev riddare av Nordstjärneorden 1861 och kommendör av första klassen av samma orden 1874. Lemchen är begraven på Slottskyrkogården i Jönköping.